# Maurizio Pradeaux
Maurizio Pradeaux, né le 16 avril 1931 à Rome et mort le 1er juillet 2022 à Monterotondo, est un réalisateur et scénariste italien.

## Biographie
Pradeaux a d'abord travaillé comme assistant de production, tout en collaborant à plusieurs reprises avec Emimmo Salvi. En 1967, il réalise son premier long-métrage, le western italien Ramon le Mexicain, qu'il fait suivre d'une poignée d'autres films de genre. Au milieu des années 1970, il se concentre sur la distribution de films et n'en tourne qu'un seul autre, le film érotique Thrilling love (it).
Pradeaux a scénarisé tous les films qu'il a réalisés.

## Filmographie

### Réalisateur et scénariste
- 1966 : Ramon le Mexicain (Ramon il messicano)
- 1967 : Un casse pour des clous (28 minuti per 3 milioni di dollari)
- 1970 : Les Léopards de Churchill (I Leopardi di Churchill)
- 1973 : Chassés-croisés sur une lame de rasoir (Passi di danza su una lama di rasoio)
- 1974 : I figli di Zanna Bianca
- 1977 : Passi di morte perduti nel buio
- 1989 : Thrilling love (it)

### Scénariste
- 1972 : Il était une fois à El Paso (I senza Dio) de Roberto Bianchi Montero

## Publications
- L'amore occulto. Greco e Greco, 2007,  (ISBN 978-88-7980-449-3).
- Raffaello e La Fornarina. I grandi amori della storia. Greco e Greco, 2009,  (ISBN 978-88-7980-464-6).
- L'infatazione. Greco e Greco, 2012,  (ISBN 978-88-7980-611-4).